# Chiropterotriton
Chiropterotriton är ett släkte av groddjur som ingår i familjen lunglösa salamandrar.
Dessa salamandrar förekommer i Mexiko från delstaten Tamaulipas till Oaxaca.
Arter enligt Catalogue of Life:
- Chiropterotriton arboreus
- Chiropterotriton chiropterus
- Chiropterotriton chondrostega
- Chiropterotriton cracens
- Chiropterotriton dimidiatus
- Chiropterotriton lavae
- Chiropterotriton magnipes
- Chiropterotriton mosaueri
- Chiropterotriton multidentatus
- Chiropterotriton orculus
- Chiropterotriton priscus
- Chiropterotriton terrestris